# Hypolobocera lloroensis
Hypolobocera lloroensis is een krabbensoort uit de familie van de Pseudothelphusidae. De wetenschappelijke naam van de soort is voor het eerst geldig gepubliceerd in 1989 door M. R. Campos.